# 凡尔赛宫小堂

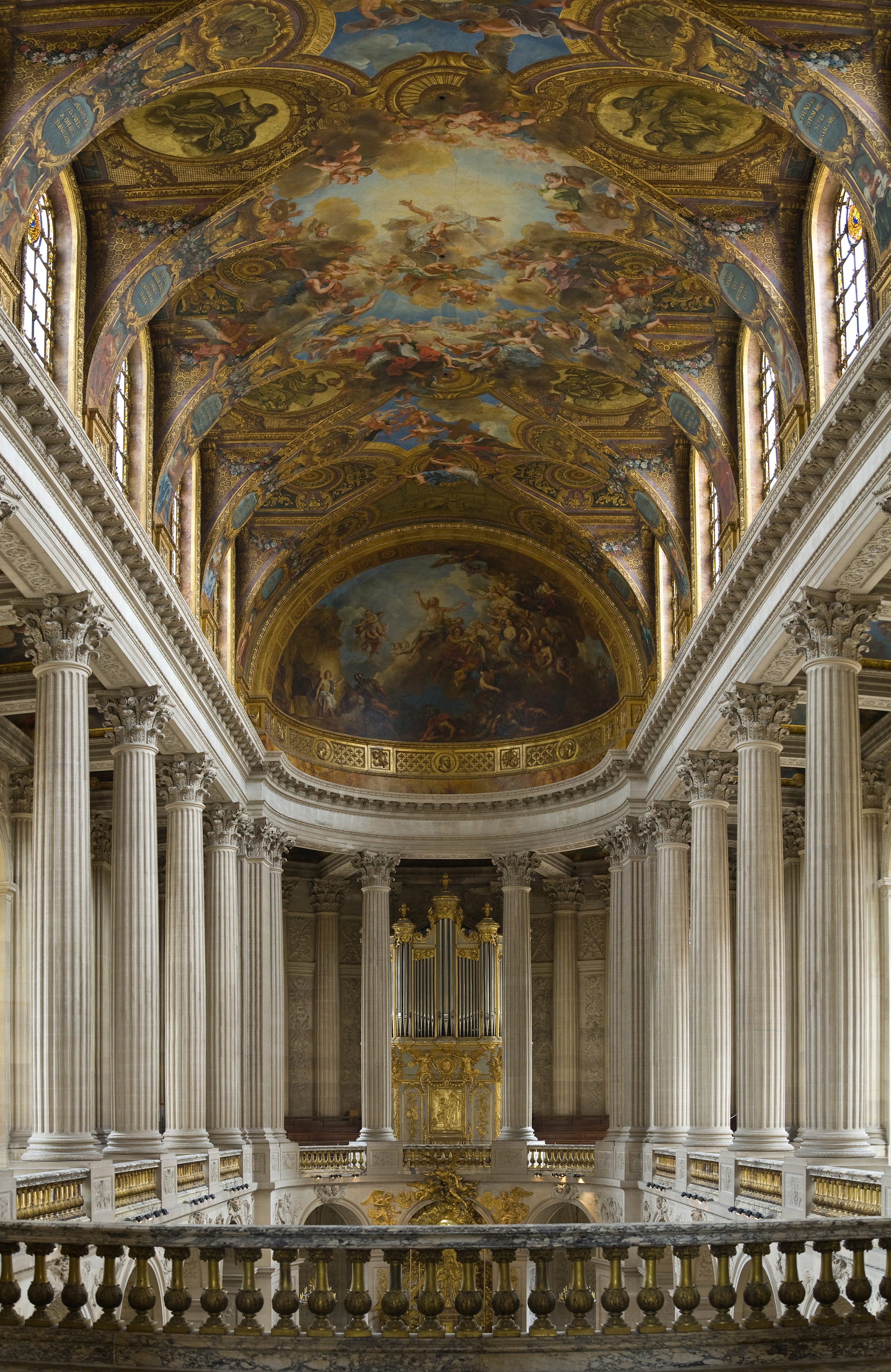

目前的凡尔赛宫小堂是凡尔赛宫历史上的第五个小堂。在旧制度时期，凡尔赛宫小堂是宫廷日常生活的焦点。凡尔赛宫小堂是这座宫殿内部最豪华的地方之一。
凡尔赛宫的第五个小堂是路易十四第四次（也是最后一次）建设活动（1699年至1710年）的焦点，无疑是一件杰作。
该堂供奉波旁王朝的主保圣人圣路易，1710年祝圣。
小堂的地板采用多色大理石镶嵌，隔行的双“L”，暗指圣路易和路易十四。

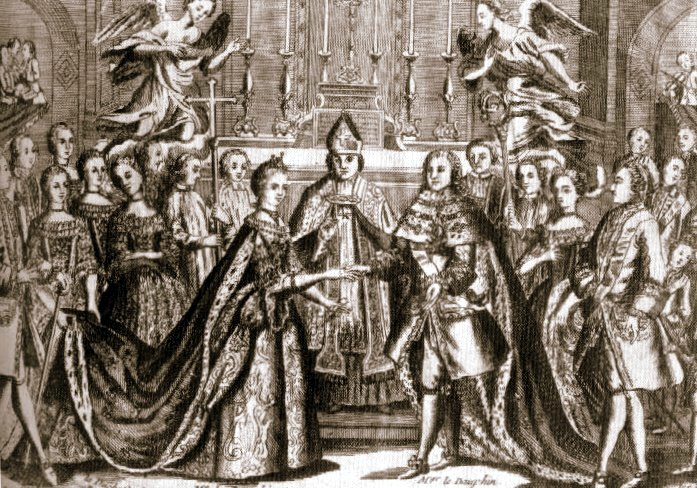
玛丽·安托瓦内特和路易十六的婚礼，1770年5月16日

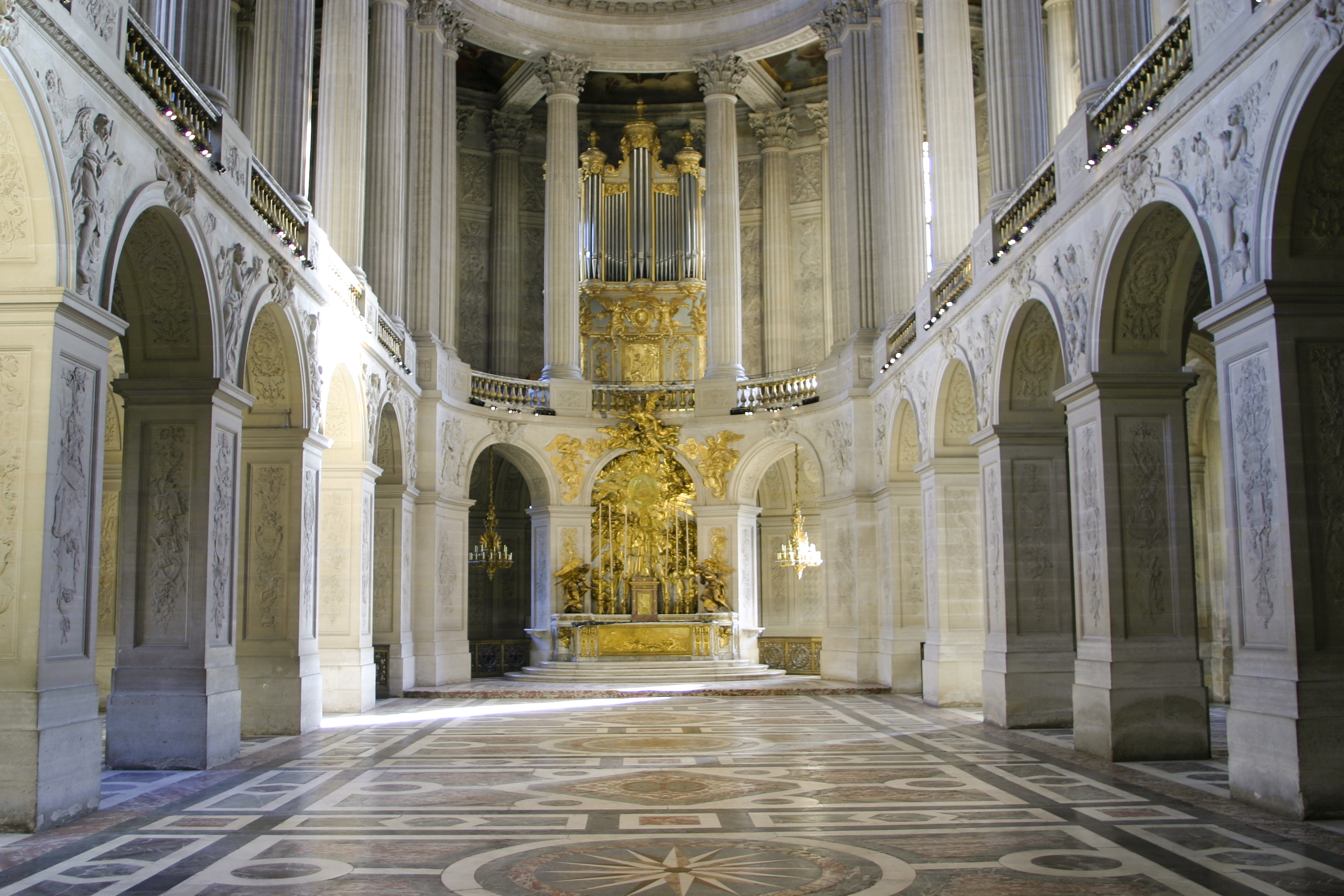
凡尔赛宫小堂祭台：玛丽·安托瓦内特和路易十六的结婚地点